# 札幌市立東園小学校
札幌市立東園小学校（さっぽろしりつ とうえんしょうがっこう）は、北海道札幌市豊平区豊平1条12丁目にある市立小学校。
校木はアカシヤであり、校舎の周囲に植樹されている。開校時、北海道庁の後援にて、70本のアカシヤが植樹された。

## 沿革
- 1951年11月 - 校名を豊平町立東園小学校と定め、豊平町立豊平小学校、札幌市立上白石小学校、札幌市立白石小学校より分割し開校。
- 1960年5月1日 - 豊平町の札幌市との合併に伴い、札幌市立東園小学校と改称。
- 1962年10月 - 札幌市立豊園小学校開校に伴い、通学区の変更。
- 1964年1月 - 札幌市立東札幌小学校開校に伴い、通学区の変更。
- 1977年3月 - 札幌市立みどり小学校開校に伴い、通学区の変更。